# Helicopsyche poutini
Helicopsyche poutini är en nattsländeart som beskrevs av Mcfarlane 1964. Helicopsyche poutini ingår i släktet Helicopsyche och familjen Helicopsychidae. Inga underarter finns listade i Catalogue of Life.